# 猪肚木
猪肚木（学名：Canthium horridum）为茜草科鱼骨木属下的一个种。

## 扩展阅读
- 維基物種上的相關：猪肚木